# مهرآباد (بخش مرکزی شهرستان خواف)
مهرآباد روستایی در دهستان میان خواف بخش مرکزی شهرستان خواف استان خراسان رضوی ایران است.مهرآباد روستایی در دهستان میان خواف بخش مرکزی شهرستان خواف استان خراسان رضوی ایران است.
دین و فرهنگ
دین مردم این روستا اسلام و مذهب شان اهل سنت و با فرهنگ ایرانی اسلامی زندگی می‌کنند.
افراد مشهور
از بزرگترین و برجسته ترین شخصیت های مهرآباد می توان به امام جمعه فقید مهرآباد، جناب شیخ التفسیر و شیخ القرآن مولانا مصطفی وحدانی (متولد۱۳۱۸) اشاره کرد، ایشان 23 سال از عمر خویش را در راه کسب علم و دانش در سفرهای خارجی سپری کرده از اساتیدی از کشور های افغانستان، پاکستان و هندوستان کسب علم کرده و در مدارس علوم دینی دارالعلوم دیوبند و دارالعلوم کراچی تحصیل کرده اند و در سال ۱۳۵۸ پس از انقلاب به ایران بازگشته در سرزمین مادری به تبلیغ دین و فرهنگ اسلامی مشغول شدند از بارزترین خصوصیات ایشان میتوان مبارزه علیه رسم و رسومات اشتباه جامعه نام برد در نهایت این عالم اهل سنت ایران در سحرگاه ۱۰ فرودین ماه ۱۴۰۱ چشم از جهان فروبست.
قنات و کشاورزی
مهرآباد از دیرباز دارای چندین رشته قنات (ده ، نوده ، ضیاءالملک ، باغچه) بوده  که قنات نوده و ده آن از چندین رشته قنات به هم متصل شده  وچندین مادرچاه تشکیل شده که این نوع ازقنات ها درجهان کم نظیر است که آب مساحت زیادی از باغات و مزارع کشاورزی را تامین میکرده است. مساحت کل زمین های کشاورزی از کنارنشتیفان تا کنار روستای کجنه ادامه دارد 
امابه دلیل تخریب قنات ها وحفظ نکردن چنین آثارارزشمندی ۰/۵۰درصد زمین های کشاورزی زیر کشت است
آثار باستانی
```
مهرآباد از دیرباز به ماهر آباد شهره بوده چراکه مردمان آن فنی و با مهارت بالا که مردها در معماری ، سنگ بری آسیاب و مقنی قنات مشغول بوده و زن ها در بافندگی و ریسندگی انواع پارچه و لباس را با دستان هنرمند خود میبافتند. مهرآباد دارای یک بافت قدیمی متشکل از مجموعه خانه های کاهگلی و آسیاب آبی و آسباد هایی قدیمی میباشد.
```

مرتع دام
مهرآباد با توجه به تعداد بالای دام سبک از قدیم الایام دارای مرتع وسیعی بوده که هم دام ها را در آن به چرا می‌بردند. این مرتع از جنوب به نشتیفان ، از شرق به برآباد، از شمال شرق به روستاهای تایباد ، از غرب به کلاته ها و از شمال به خرگرد منتهی می‌شود.
تنگل مهرآباد،
در بالا دست (سمت شرق) مهرآباد کوهساری با چشمه های فصلی و دائمی و درختان سرسبز از قبیل؛ پسته کوهی، بنه ، خنجک، بید ، علف خرس، زرشک، زردآلو و... میباشد در این مکان تفریحی که زیستگاه پلنگ آسیایی نیز هست حیواناتی چون قوچ و بز کوهی، آهو ، کبک ، گربه شنی ، عقاب خالدار بزرگ ، هوبره (میش مرغ) ، سیاه سینه و... زیست می‌کنند.
معدن کوه سنبل مهرآباد
در شرق روستا معدن سنگ آهن بنام معدن کوه سنبل نیز قرار دارد که هم اینک با عیار نسبتا بالا در حال بهره بردای میباشد. 
آسباد ونیروگاه بادی 
مهرآباد با توجه به موقعیت جغرافیایی که دارد و در مسیر کریدور بادهای ۱۲۰ روزه قرار دارد، بهترین شرایط و بازدهی را جهت احداث توربین های بادی دارد، که هم اینک تعدادی توربین احداث شده و از این بابت توجه سرمایه گذاران زیادی را به خود جلب کرده است

آسبادهای بادی
به دلیل موقعیت جغرافیایی و قرارگرفتن در یکی ازبزرگترین تونل های بادی ایران درگذشته باداشتن چندین آسباد بادی موقعیت برتر منطقه رادارا بوده 
واین منطقه معروف به بادهای ۱۲۰روزه است
است 

## جمعیت
بر پایه سرشماری عمومی نفوس و مسکن در سال ۱۳۹۵ جمعیت این روستا ۲٬۴۹۵ نفر (۵۷۷خانوار) بوده‌است.